# Boryszew
Boryszew – wieś sołecka w Polsce położona w województwie mazowieckim, w powiecie otwockim, w gminie Wiązowna.
W latach 1975–1998 miejscowość administracyjnie należała do województwa warszawskiego.
W Boryszewie urodził się Stanisław Kruszewski, polski samorządowiec, w latach 1998–2018 burmistrz Józefowa.
Wierni Kościoła rzymskokatolickiego należą do parafii św. Wojciecha Biskupa i Męczennika w Wiązownie lub do parafii św. Pawła Apostoła w Zakręcie.

## Historia
Boryszew został założony w 1589 przed kasztelana czerskiego Wojciecha Radzimińskiego. Rozwój wsi zahamował najazd Szwedów, którzy spalili ją w 1655. W XVIII była własnością Marii Radziłłowej z rodu Lubomirskich, w 1827 stała się natomiast własnością Tadeusza hrabiego Mostowskiego. Zimą 1831 stacjonowały tam oddziały rosyjskie gen. Geismara, w 1905 natomiast miejscowi chłopi wsparli żywnością strajkującą Warszawę.